# Pusterwald
Pusterwald est une commune autrichienne du district de Murtal en Styrie.